# Culoz
Culoz (prononcé [kylo]) est une ancienne commune française située dans le département de l'Ain, en région Auvergne-Rhône-Alpes.
Le 1er janvier 2023, elle devient commune déléguée et chef-lieu de Culoz-Béon.
Ses habitants s'appellent les Culoziens et les Culoziennes.

## Géographie

### Localisation
La ville est située dans l'Ain sur la rive droite du Rhône, dans une partie aménagée et canalisée après les différentes installations hydrauliques de la Compagnie nationale du Rhône. Elle est au pied du Grand Colombier, qui termine la chaîne du Jura et se trouve à quelques kilomètres des premiers contreforts des Alpes.
La commune de Culoz compte deux hameaux : Châtel (Ain) et Landaize.

### Climat
Pour des articles plus généraux, voir Climat d'Auvergne-Rhône-Alpes et Climat de l'Ain.
En 2010, le climat de la commune est de type climat océanique altéré, selon une étude du CNRS s'appuyant sur une série de données couvrant la période 1971-2000. En 2020, Météo-France publie une typologie des climats de la France métropolitaine dans laquelle la commune est exposée à un climat de montagne ou de marges de montagne et est dans la région climatique Alpes du nord, caractérisée par une pluviométrie annuelle de 1 200 à 1 500 mm, irrégulièrement répartie en été.
Pour la période 1971-2000, la température annuelle moyenne est de 11,5 °C, avec une amplitude thermique annuelle de 19,1 °C. Le cumul annuel moyen de précipitations est de 1 341 mm, avec 10,6 jours de précipitations en janvier et 8,4 jours en juillet. Pour la période 1991-2020, la température moyenne annuelle observée sur la station météorologique de Météo-France la plus proche, « Sutrieu », sur la commune de Valromey-sur-Séran à 10 km à vol d'oiseau, est de 9,3 °C et le cumul annuel moyen de précipitations est de 1 413,2 mm,. Pour l'avenir, les paramètres climatiques de la commune estimés pour 2050 selon différents scénarios d'émission de gaz à effet de serre sont consultables sur un site dédié publié par Météo-France en novembre 2022.

## Urbanisme

### Occupation des sols
L'occupation des sols de la commune, telle qu'elle ressort de la base de données européenne d’occupation biophysique des sols Corine Land Cover (CLC), est marquée par l'importance des forêts et milieux semi-naturels (52,6 % en 2018), en augmentation par rapport à 1990 (49,1 %). La répartition détaillée en 2018 est la suivante : 
forêts (44,2 %), terres arables (14,8 %), zones agricoles hétérogènes (12,5 %), eaux continentales (7 %), milieux à végétation arbustive et/ou herbacée (6,1 %), zones industrielles ou commerciales et réseaux de communication (6 %), zones urbanisées (5,6 %), espaces ouverts, sans ou avec peu de végétation (2,3 %), zones humides intérieures (1,5 %).
L'évolution de l’occupation des sols de la commune et de ses infrastructures peut être observée sur les différentes représentations cartographiques du territoire : la carte de Cassini (XVIIIe siècle), la carte d'état-major (1820-1866) et les cartes ou photos aériennes de l'IGN pour la période actuelle (1950 à aujourd'hui).

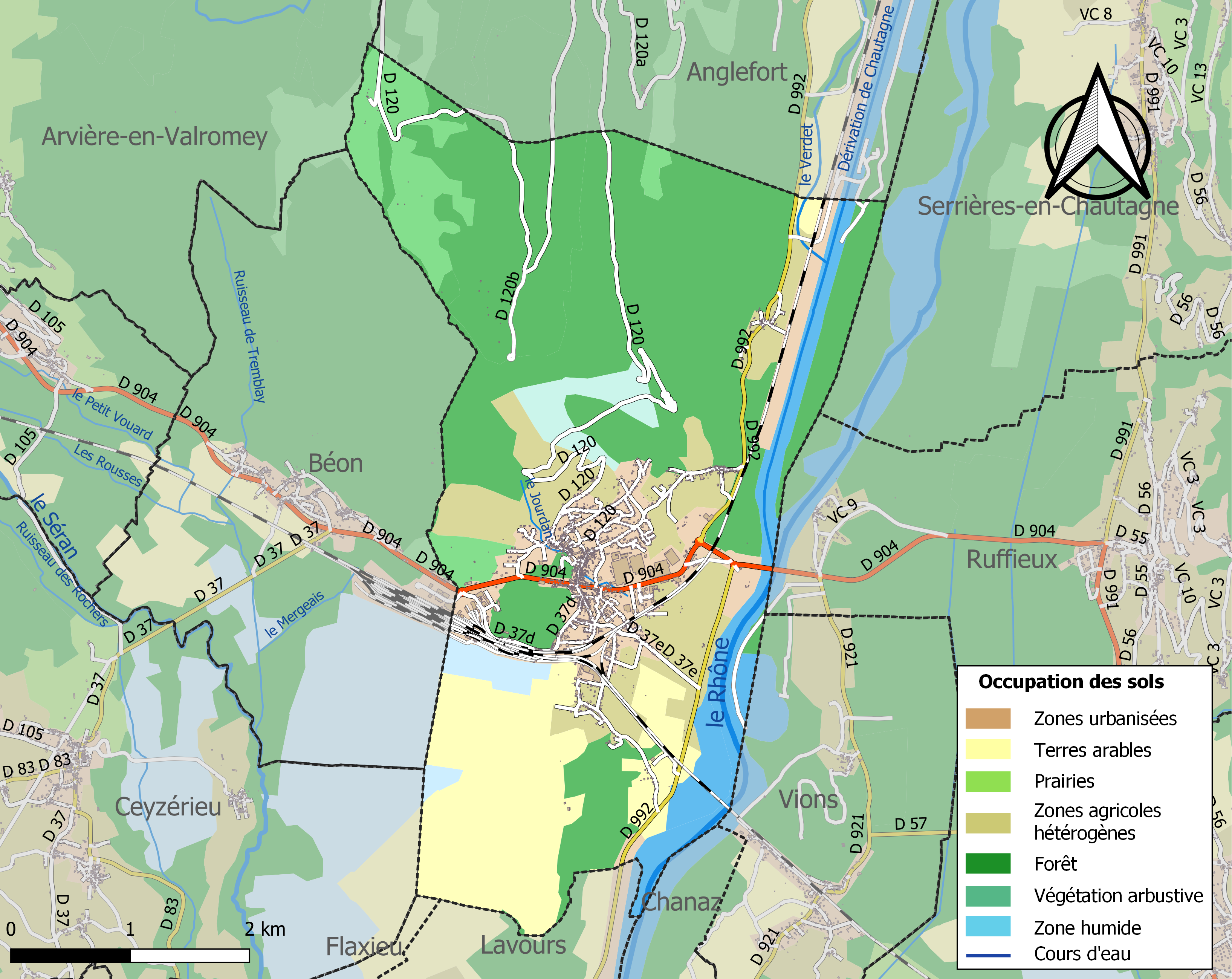
Carte des infrastructures et de l'occupation des sols de la commune en 2018 (CLC).

### Logement
Les logements de Culoz sont essentiellement constitués de maisons mitoyennes dans le vieux bourg historique ainsi que dans le centre-ville actuel et de pavillons en périphérie de la ville. Culoz a la particularité d'avoir sur le territoire de sa commune un ensemble de cités SNCF - PLM (ex-Compagnie des chemins de fer de Paris à Lyon et à la Méditerranée) datant du début des années 1930, et rassemblées sur un carré, ce qui en fait un exemple homogène et bien conservé du patrimoine urbain ouvrier du début du XXe siècle. Des bâtisses remarquables sont également présentes tel que la maison Antonin Poncet et son parc, le château de Montvéran (XIIIe siècle), la Chèvrerie (maison de campagne de Henri Dunant, fondateur de la Croix Rouge, etc.).

### Voies de communication et transports

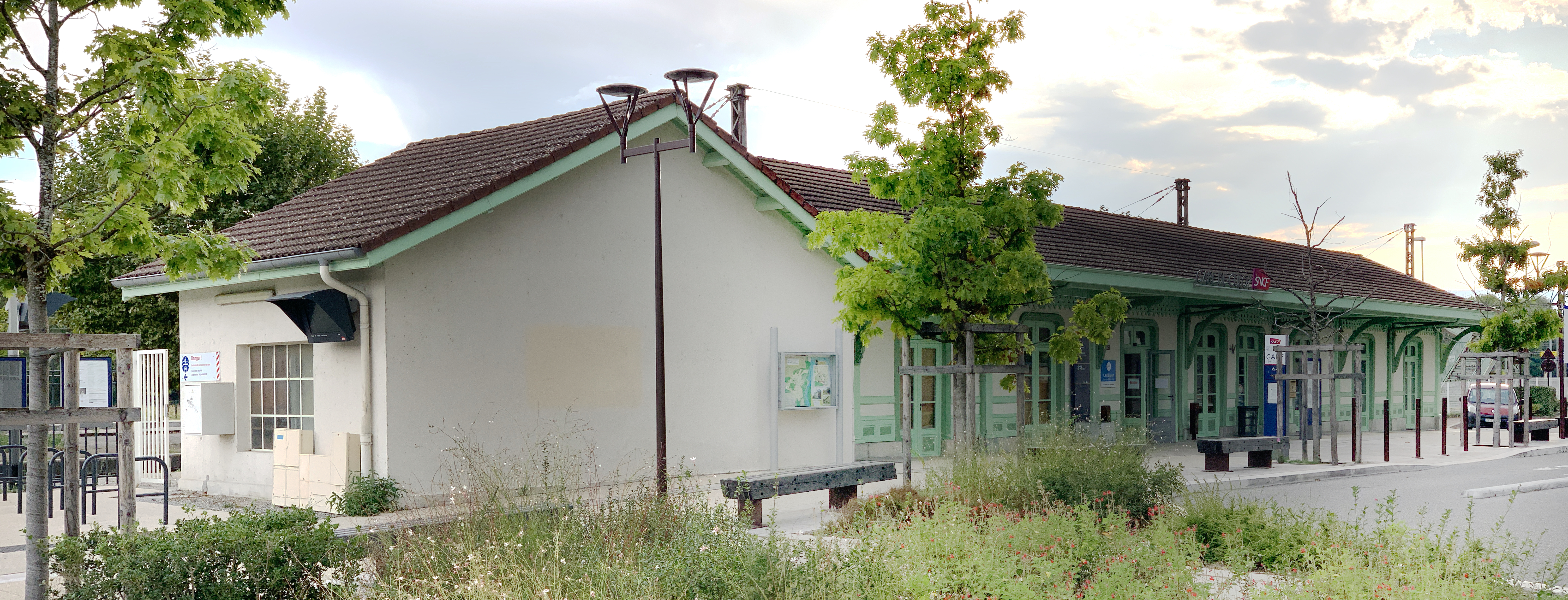
La gare coté entrée.

#### Voies routières
À l'époque des grandes routes nationales françaises, Culoz était située au carrefour de deux axes importants: La RN 92 de Valence à Genève et la RN 504 qui suivait la Cluse des Hôpitaux entre Ambérieu-en-Bugey et Ruffieux. La N 504 a ensuite été déviée à partir de Pugieu vers Belley, Yenne et Chambéry, absorbant ainsi une grande partie du trafic entre l'Europe du Nord et l'Italie par le col du Mont-Cenis puis le tunnel du Fréjus, mais évitant ainsi Culoz. Tous ces axes ont depuis été déclassés en routes départementales et présentent désormais un intérêt essentiellement local.

#### Pistes cyclables
La véloroute ViaRhôna - du Léman à la Méditerranée passe à proximité sur les communes de Vions et Chanaz, en Savoie. Une signalétique est en cours de réalisation à partir de la gare de Culoz pour rejoindre la Viarhôna à vélo.

#### Transport ferroviaire
La ville est un carrefour ferroviaire. Des TER desservent Genève, Bellegarde-sur-Valserine, Évian, Aix-les-Bains, Bourg-Saint-Maurice, Grenoble, Chambéry, Lyon (Perrache et Part-Dieu).
L'ancien vestibule de la gare de Culoz, abritant l'ancien point frontière avec le royaume de Piémont-Sardaigne de 1815 à 1860, soit les façades et toitures du bâtiment, fait l’objet d’une inscription au titre des monuments historiques depuis le 23 janvier 2009.

#### Transports en commun
Cette petite commune ne possède pas de réseau de transports en commun, mais est desservie par des autocars départementaux.

## Toponymie

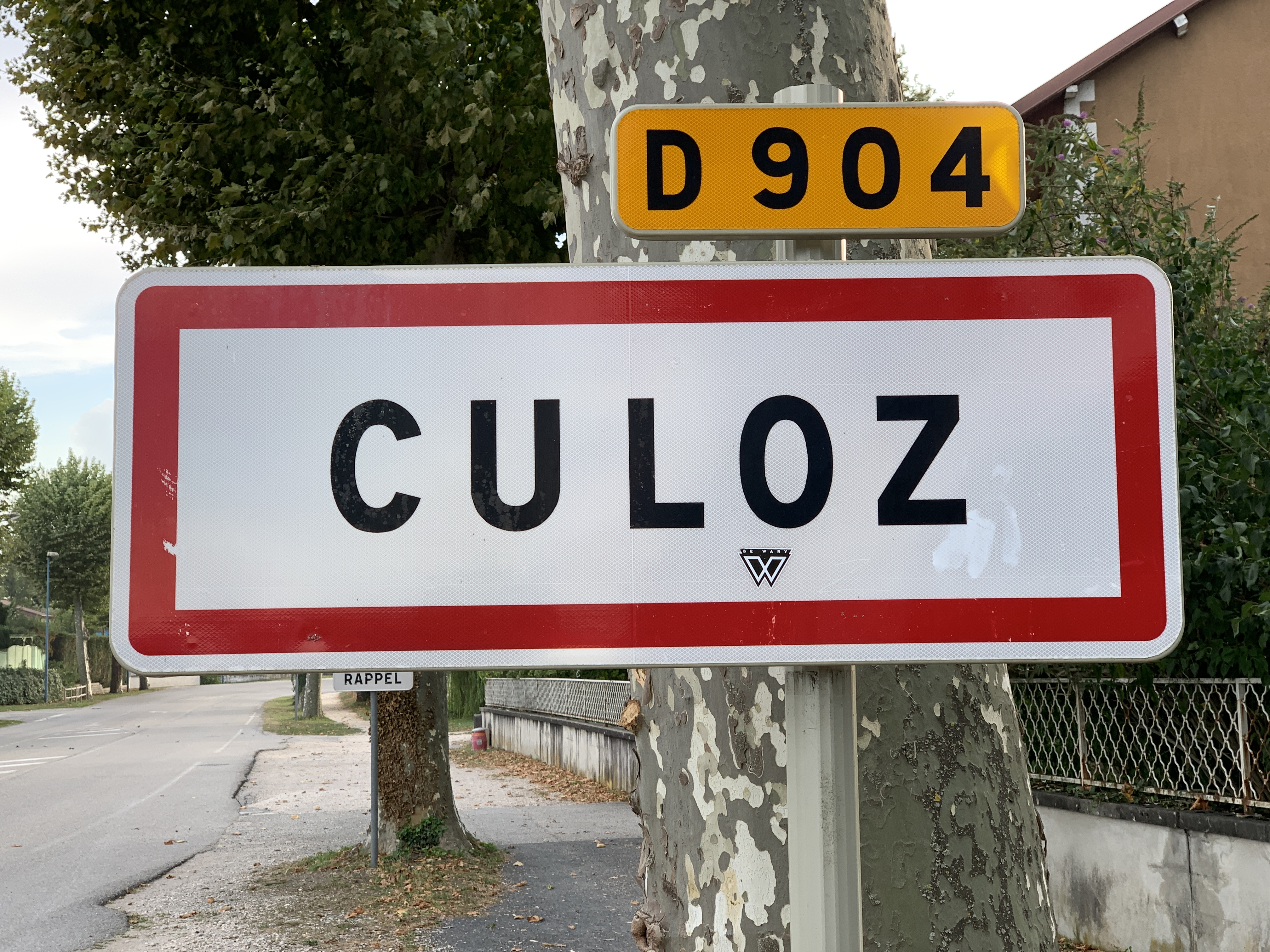
Panneau d'entrée dans le centre.

Selon Vurpas & Michel Culoz viendrait du « latin culus « fond », d’où « vallée étroite » (Cullo, 1135) dont la forme ancienne indique que le mot est accentué sur le u et non sur le o final qui ne doit pas se prononcer ». Dans sa version arpitane, le z final ne sert qu'à marquer le paroxytonisme et ne devrait pas être prononcé ; dans sa langue d'origine, il s'écrit Culo. La carte de Cassini indique Culoz sous deux graphies rendant compte de la prononciation du nom de la ville à l'époque : Culoz ou Culles.
Toutefois, cette origine ne fait pas l'unanimité ; selon des érudits de l'histoire locale, Culoz viendrait du bas-latin terra culata, « terre éboulée », la ville étant construite sur les éboulis de la montagne, le Grand Colombier.

## Histoire
À la suite de l'arrêté préfectoral du 12 décembre 2022 portant création de la commune nouvelle de Culoz-Béon, Culoz devient une commune déléguée au 1er janvier 2023.

## Politique et administration

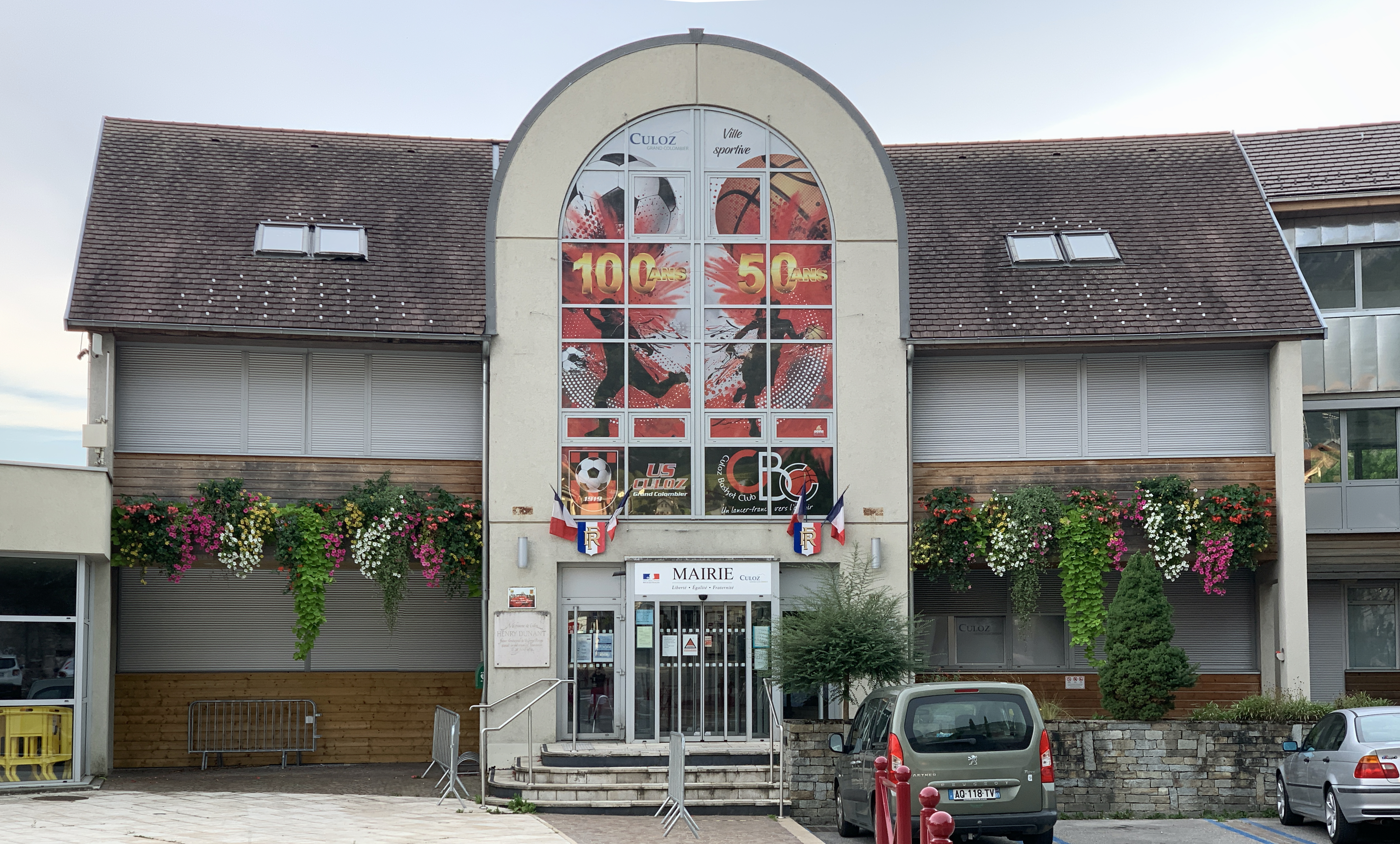
L'Hotel de ville.

### Découpage territorial
La commune de Culoz est membre de la communauté de communes Bugey Sud, un établissement public de coopération intercommunale (EPCI) à fiscalité propre créé le 1er janvier 2014 dont le siège est à Belley. Ce dernier est par ailleurs membre d'autres groupements intercommunaux.
Sur le plan administratif, elle est rattachée à l'arrondissement de Belley, au département de l'Ain et à la région Auvergne-Rhône-Alpes. Sur le plan électoral, elle dépend du canton de Plateau d'Hauteville pour l'élection des conseilleres départementaux, depuis le redécoupage cantonal de 2014 entré en vigueur en 2015, et de la troisième circonscription de l'Ain pour les élections législatives, depuis le dernier découpage électoral de 2010.

### Liste des maires
Liste de l'ensemble des maires qui se sont succédé à la mairie de la commune :
| Période                                  | Période  | Identité           | Étiquette | Qualité                           |
| ---------------------------------------- | -------- | ------------------ | --------- | --------------------------------- |
| 1946                                     | 1953     | Séraphin Giraudi   |           |                                   |
| 1953                                     | 1965     | Honoré Godet       | DVD       | Quincaillier, conseiller général  |
| 1965                                     | 1983     | Marcel Gache       | PS        | Conseiller général                |
| 1983                                     | 1995     | Claude Ternant     | PS        | Réélu en 1989                     |
| 1995                                     | 2008     | René Ailloud       | DVD       | Réélu en 2001, conseiller général |
| 2008                                     | 2014     | Danielle Tramont   | DVD       |                                   |
| 2014                                     | en cours | Franck André-Masse | SE        |                                   |
| Les données manquantes sont à compléter. |          |                    |           |                                   |

### Intercommunalité
La commune fait partie du syndicat mixte du bassin versant du Séran.

### Jumelages
Depuis 2013, la République de Montmartre est jumelée avec Culoz. Ce jumelage s'est construit autour du destin des frères Serpollet originaires de Culoz qui installèrent leur usine de construction automobile à Montmartre,.

## Population et société

### Démographie
L'évolution du nombre d'habitants est connue à travers les recensements de la population effectués dans la commune depuis 1793. Pour les communes de moins de 10 000 habitants, une enquête de recensement portant sur toute la population est réalisée tous les cinq ans, les populations de référence des années intermédiaires étant quant à elles estimées par interpolation ou extrapolation. Pour la commune, le premier recensement exhaustif entrant dans le cadre du nouveau dispositif a été réalisé en 2005.

En 2020, la commune comptait 2 987 habitants, en évolution de −1,39 % par rapport à 2014 (Ain : +5,15 %, France hors Mayotte : +2,11 %).
| 1793 | 1800  | 1806  | 1821  | 1831  | 1836  | 1841  | 1846  | 1851  |
| ---- | ----- | ----- | ----- | ----- | ----- | ----- | ----- | ----- |
| 935  | 1 002 | 1 067 | 1 274 | 1 301 | 1 210 | 1 286 | 1 301 | 1 211 |

| 1856  | 1861  | 1866  | 1872  | 1876  | 1881  | 1886  | 1891  | 1896  |
| ----- | ----- | ----- | ----- | ----- | ----- | ----- | ----- | ----- |
| 1 316 | 1 453 | 1 383 | 1 425 | 1 472 | 1 518 | 1 474 | 1 477 | 1 493 |

| 1901  | 1906  | 1911  | 1921  | 1926  | 1931  | 1936  | 1946  | 1954  |
| ----- | ----- | ----- | ----- | ----- | ----- | ----- | ----- | ----- |
| 1 567 | 1 549 | 1 508 | 1 362 | 1 344 | 1 536 | 1 868 | 1 807 | 1 933 |

| 1962  | 1968  | 1975  | 1982  | 1990  | 1999  | 2005  | 2006  | 2010  |
| ----- | ----- | ----- | ----- | ----- | ----- | ----- | ----- | ----- |
| 2 317 | 2 412 | 2 523 | 2 630 | 2 639 | 2 622 | 2 914 | 2 954 | 2 909 |

| 2015  | 2020  | - | - | - | - | - | - | - |
| ----- | ----- | - | - | - | - | - | - | - |
| 3 071 | 2 987 | - | - | - | - | - | - | - |

### Sports et loisirs
Tous les sports (ou presque) sont représentés à Culoz (exemple : le tennis club de Culoz, le basket féminin et masculin, le foot, le tennis, l'athlétisme, etc.). La plupart s'entrainent à la base de loisirs du Colombier, qui comprend plusieurs terrains extérieurs et le gymnase Jean-Falconnier (1 000 m2 de surface sportive pour 458 places en tribunes). Les 14 et 15 mai 2016, le Culoz Basket Club organise dans le gymnase les finales des Championnats de France de basket-ball en catégorie U18 féminines. La commune accueillit une arrivée d'étape du Tour de France 2016 le 17 juillet.

### Espaces verts et fleurissement
En 2014, la commune de Culoz bénéficie du label « ville fleurie » avec « une fleur » attribuée par le Conseil national des villes et villages fleuris de France au concours des villes et villages fleuris.

### Tour de France
Culoz est ville d'arrivée de la Grande Boucle le dimanche 17 juillet 2016 lors de la 15e étape Bourg-en-Bresse - Culoz.

## Économie

### Entreprises de l'agglomération
- Compagnie industrielle d'applications thermiques (CIAT) avec son siège social à Culoz. Cette entreprise est le principal employeur de la ville et de ses environs.
- Chantier de démolition ferroviaire, une entreprise connue doté d'un procédé de triage, de récupération, et recyclage des matériaux.
- Entreprise de chaudronnerie acier Inox.
- Un tissu d'ateliers artisanaux dense.

## Culture et patrimoine

### Lieux et monuments

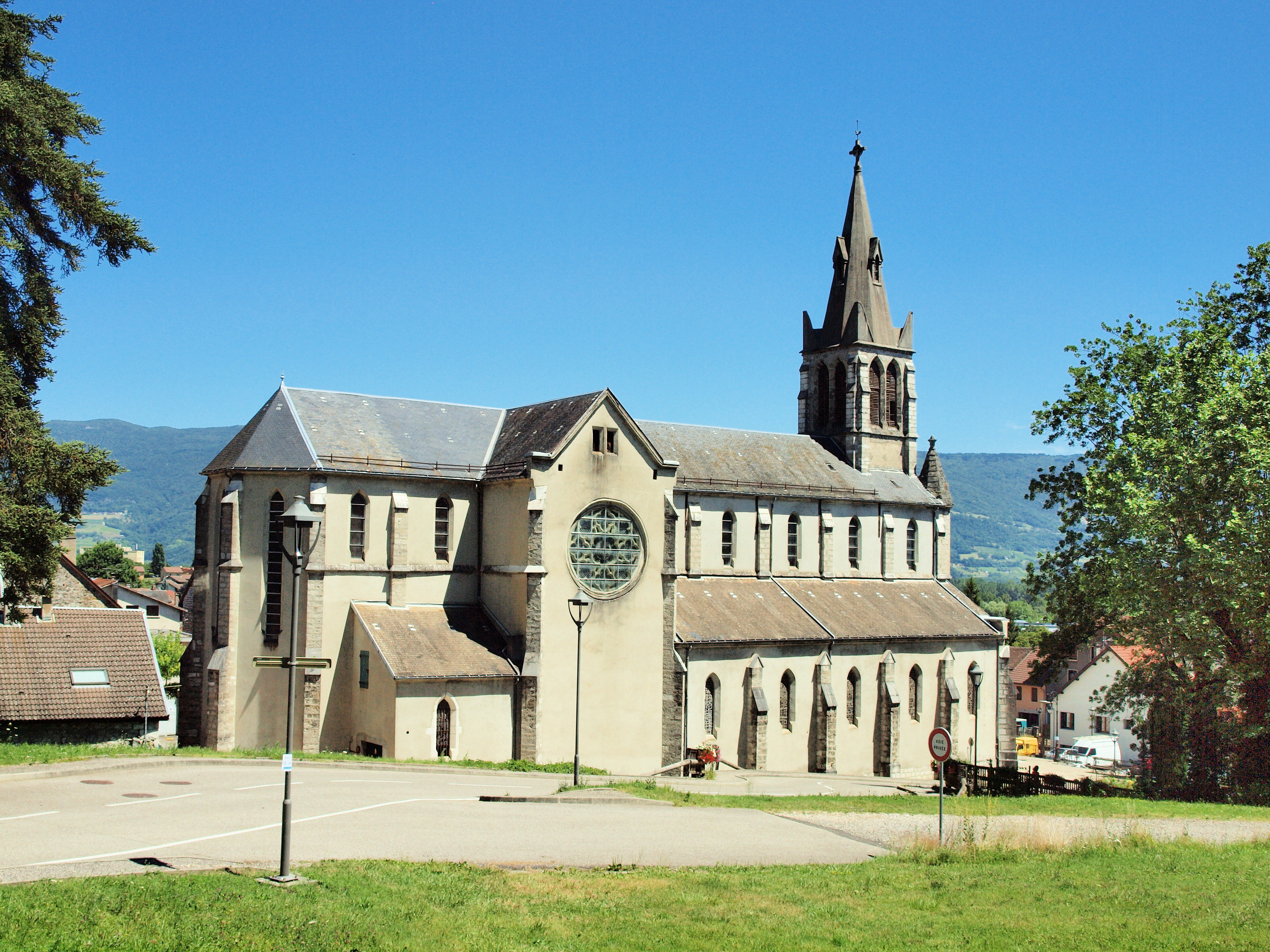
Église Saint-Martin.

- Le château de Montvéran inscrit au titre des monuments historiques depuis 1946[26]. Le château aurait été bâti en 1316 par le chevalier Pierre de Luyrieux[27]. Le compositeur russe Prokofiev (1891-1953) y séjourna.
- Le Clos Poncet, classé « Jardin de France », garde le souvenir de Gertrude Stein, en mémoire de l'écrivain américaine qui y séjourna durant la Seconde Guerre mondiale.
- Vestiges du château fort dit « Châtel-d'en-Haut » ou « Château des Sarrazins », au nord-est[28].
- La Chèvrerie, résidence d'Henri Dunant.
- La gare de Culoz d'architecture sarde (gare frontière avant le rattachement de la Savoie à la France en 1860) est classée comme monument historique. La vétusté des lieux a motivé un arrêté de péril à l'automne 2008 et conduit à la déconstruction de la grande halle sarde de la gare. Le bâtiment d'accueil de la gare a été réhabilité en conservant cette architecture industrielle sarde du XIXe siècle.
- Église Saint-Martin.
- Pont de La Loi, pont routier, franchissant le Rhône.
- Viaduc de Culoz, pont ferroviaire de la ligne de Culoz à Modane (frontière), franchissant le Rhône.

### Patrimoine naturel
La pierre Lévanaz (« Lève le nez ») est un bloc erratique d'origine glaciaire, sur le Mont Jugean.

### Personnalités liées à la commune

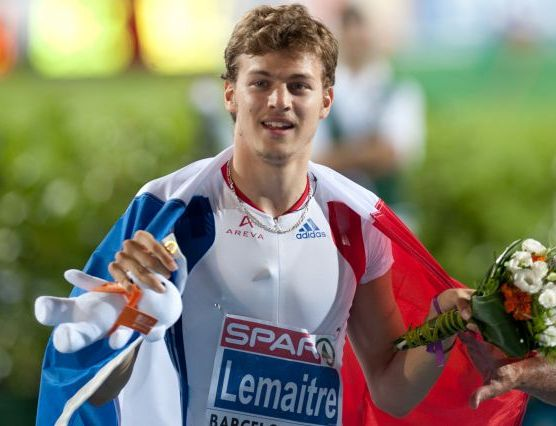
Christophe Lemaitre.

- Henry Dunant, fondateur de la Croix-Rouge, naturalisé français à Culoz.
- Les frères Léon et Henri Serpollet, précurseurs de l'automobile, nés à Culoz. Ils ont inventé le principe du générateur à vaporisation instantanée. Henri et Léon décident de fabriquer une machine à vapeur pour mécaniser la scie de leur père. Ils remplacent la chaudière par une pompe injectant de l'eau entre des surfaces lisses chauffées et espacées de 0,1 millimètre. L'eau se vaporise instantanément et est envoyée dans un cylindre pour mouvoir un piston. En 1888, Léon effectue des essais à 30 km/h sur un tricycle à moteur à vaporisation instantanée. L'année suivante, ce tricycle est amélioré : le Phaéton est une véritable voiture. Léon Serpollet parcourt la distance Paris-Lyon en dix jours.
- Antonin Poncet, chirurgien, né le 28 mars 1841 à Saint-Trivier-sur-Moignans et décédé le 15 septembre 1913 à Culoz.
- Gertrude Stein, poétesse américaine, réfugiée en 1942 dans la demeure nommée « Le Colombier » avec sa compagne Alice B. Toklas grâce à la baronne Pierlot, proche de Paul Claudel et que le maire Justin Rey s'engagea à protéger.
- Antoine Riboud (né à Lyon le 25 décembre 1918 et mort à Paris le 5 mai 2002) est un homme d'affaires français, fondateur et président de Danone. Inhumé à Culoz, il fut propriétaire du domaine du Cellier de Bel-Air, vignoble de 6 hectares s'étendant au pied du Grand Colombier.
- Christophe Lemaitre, sprinteur de l'équipe de France d'athlétisme, né le 11 juin 1990 à Annecy. Il est champion du monde du 200 mètres junior et champion d'Europe junior du 100 mètres, ainsi que recordman de France du 100 mètres en 9,92 secondes. Le 28 juillet 2010, il devient champion d'Europe du 100, du 200 et du 4 × 100 mètres. Il termine également troisième sur 200 mètres aux Jeux olympiques d'été de 2016. Un de ses surnoms est le TGV de Culoz.
- Maxime Bouet, cycliste français.

### Héraldique
| Blason de Culoz | Blason  | Coupé : au premier parti à dextre d'or au sapin de sinople posé sur un mont de sable mouvant de la pointe et à senestre aussi d'or à la tour de gueules, maçonnée et ajourée de sable, brochant sur un chevron du même, au second d'argent aux deux fasces ondées d'azur soutenues chacune d'un croissant de gueules. |
| Blason de Culoz | Détails | |